# واحدهای هیدروکراکینگ در پالایشگاه‌های نفت
واحدهای هیدروکراکر (به انگلیسی: Hydrocracker unit) یکی از مهمترین واحدهای پالایشی در پالایشگاه‌های نفت است. وظیفه این واحد تبدیل برش‌های سنگین به برش‌ها سبک‌تر و با ارزش‌تر بوده به‌طوری‌که در این واحدها فرایند شکست مولکول‌های سنگین در حضور گاز هیدروژن و بروی بستر کاتالیست (در دما و فشار بالا) انجام می‌گیرد. ۷ پالایشگاه از پالایشگاه‌های نه‌گانه ایران دارای واحدهای هیدروکراکر بوده، البته قابل ذکر است این واحدها در پالایشگاه‌های نفت‌خام ایران به نام واحدهای آیزوماکس (Isomax) معروف هستند.

## خوراک و محصولات
تبدیل انواع خوراک سنگین (feedstock) به هیدروکربن‌های سبک‌تر با استفاده از این پروسس امکان‌پذیر است. خوراک این واحد عموماً برش‌های روغنی و سنگین‌تر برج تقطیر در خلأ یا نفت گاز سنگین واحد تقطیر در اتمسفر یا تقطیر در خلاء می‌باشد. محصولات این واحد شامل گاز مایع، نفتای سبک و نفتای سنگین (بنزین خام)، نفت سفید (سوخت جت)، نفت گاز و برش‌های روغنی به عنوان خوراک واحدهای روغن سازی می‌باشد. به دلیل افزایش هیدروژن به هیدروکربن‌های خوراک، بازدهی این واحد از نظر حجمی بالاتر از ۱۰۰ درصد می‌باشد (در حدود ۱۱۰ درصد).

## شرح فرایند
در ابتدا خوراک و گاز هیدروژن با هم مخلوط می‌شوند و پس از گرم شدن و رسیدن به دمای واکنش مورد نظر وارد راکتور کاتالیستی می‌شوند و در تماس با کاتالیست این واحد (کاتالیست با پایه آلومینا سلیکا به همراه فلزات نیکل و مولیبدن) واکنش‌های سولفور زدایی (Desulfurization)، نیتروژن‌زدایی (Denitrogenation) و هیدروکراکینگ (Hydrocracking) انجام می‌شود. خوراک ورودی پس از عبور از راکتور و انجام واکنش‌های یادشده وارد برج جداسازی شده و در آنجا محصولات مختلف (گاز مایع، نفتای (بنزین خام)، نفت سفید، نفت گاز و برش روغنی) تولید و جداسازی خواهند شد. کاتالیست واحد بر اساس نوع محصول اصلی که واحد بر آن اساس طراحی شده‌است. می‌تواندهر دو نوع آمورفی (Amorphous) و غربال مولکولی (Molecular-sive) باشد.
این پروسه از نظر فشار عملیاتی در حدود ۱۷۲ بار (معادل ۲۵۰۰ psig) و از نظر دمایی در حدود ۴۰۰ درجه سانیگراد (۷۵۲ درجه فارنهایت) کار می‌کند. برای خوراک نفتگاز سنگین با دانسیته در حدود ۸۵۰ کیلوگرم بر متر مکعب؛ مقادیر محصولات در حدود زیر می‌باشد. گاز مایع ۴ درصد حجمی، نفتای سبک و نفتای سنگین (بنزین خام) ۲۰ درصد، نفت سفید و نفت گاز در حدود ۸۵ درصد. برای جبران مصرف بالای هیدروژن در این واحد، یک واحد مستقل تولید هیدروژن در کنار این واحد احداث می‌شود. در این واحد مابین ۱۵۵۰–۲۵۰۰ استاندارد فوت مکعب در روز بازائ هر بشکه خوراک، مصرف هیدروژن تخمین زده می‌شود. در ایران این واحدها برای تولید محصولات میان تقطیر شامل نفت سفید و نفت گاز استفاده می‌شوند.